# Bonstetten (Bavaria)
Bonstetten este o comună aflată în districtul Augsburg, landul Bavaria, Germania.